# Spilosoma tsingtauana
Spilosoma tsingtauana är en fjärilsart som beskrevs av Rothschild 1910. Spilosoma tsingtauana ingår i släktet Spilosoma och familjen björnspinnare. Inga underarter finns listade i Catalogue of Life.